# Salmeroncillos
Salmeroncillos ist ein Ort und eine zentralspanische Gemeinde (municipio) mit nur noch 102 Einwohnern (Stand: 2024) im Westen der Provinz Cuenca in der Autonomen Region Kastilien-La Mancha. Salmeroncillos gehört zur Kulturlandschaft der Alcarria und der von einem anhaltenden Bevölkerungsschwund betroffenen Serranía Celtibérica. Die Gemeinde Salmeroncillos besteht aus den Ortschaften Salmeroncillos de Abajo und Salmeroncillos de Arriba.

## Lage und Klima
Salmeroncillos liegt auf der Westseite des Iberischen Gebirges in einer Höhe von ca. 765 m. Die Provinzhauptstadt Cuenca befindet sich gut 68 km (Fahrtstrecke) südsüdöstlich. Das Klima im Winter ist gemäßigt, im Sommer dagegen warm bis heiß; die Niederschlagsmengen (ca. 631 mm/Jahr) fallen – mit Ausnahme der nahezu regenlosen Sommermonate – verteilt übers ganze Jahr.

## Bevölkerungsentwicklung
| Jahr      | 1970 | 1981 | 1991 | 2001 | 2011 | 2021 |
| Einwohner | 377  | 235  | 170  | 188  | 137  | 100  |

Aufgrund der Mechanisierung der Landwirtschaft, der Aufgabe bäuerlicher Kleinbetriebe und des daraus resultierenden Verlusts von Arbeitsplätzen auf dem Lande ist die Einwohnerzahl der Gemeinde seit der Mitte des 20. Jahrhunderts stark rückläufig (Landflucht).

## Sehenswürdigkeiten
- Marienkirche in Salmeroncillos de Abajo
- Marienkirche in Salmeroncillos de Arriba